# 桑田武
桑田武（1937年1月5日—1991年1月21日）為日本的棒球選手，出生於神奈川県横浜市鶴見区。他曾效力於日本職棒東京讀賣巨人等隊伍，於1970年退休，生涯通算223支全壘打。